# Miellädno
Miellädno är ett vattendrag som avvattnar sjön Álggajávrre och som mynnar i sjön Virihávrre i Padjelanta Natura 2000-område. Vattendraget ligger i Jokkmokks kommun i Lappland och ingår i Luleälvens huvudavrinningsområde. Källflöden till Miellädno är Álggajåhkå och Alep Sarvesjåhkå som båda mynnar i  Álggajávrre. 
Miellädno är tillsammans med Stálojåhkå Virihávrres två största tillflöden, och från Virihávrre fortsätter vattnet till havet via Vuojatädno, Stora Luleälv och Luleälven.
Padjelantaleden mellan Kvikkjokk och Ritsem korsar Miellädno via en 57 meter lång hängbro som sattes upp 2011 och anses vara i bra skick.

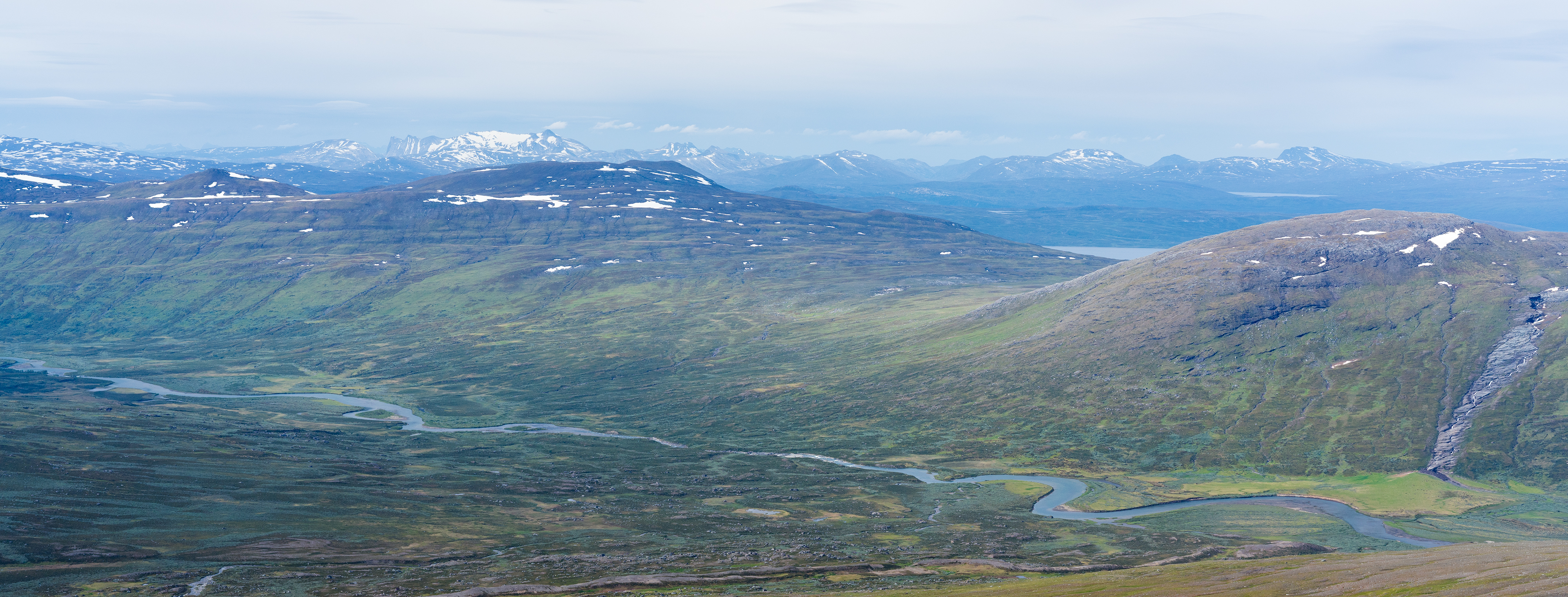
Nedre delen av Miellädno. Bergen är Allak t.v. och Huornnásj t.h.
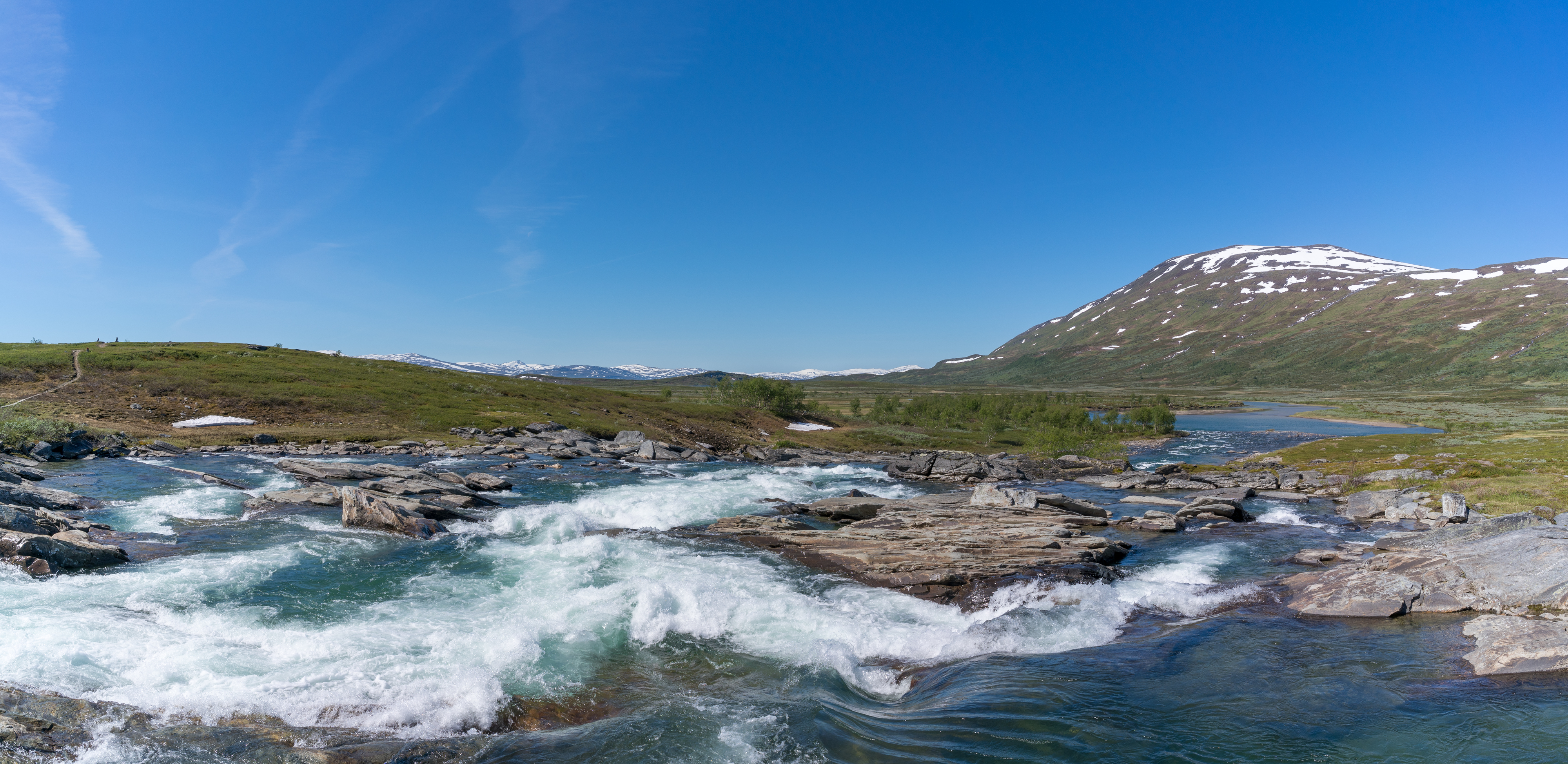
Vy nedströms från bron där Padjelantaleden korsar Miellädno.
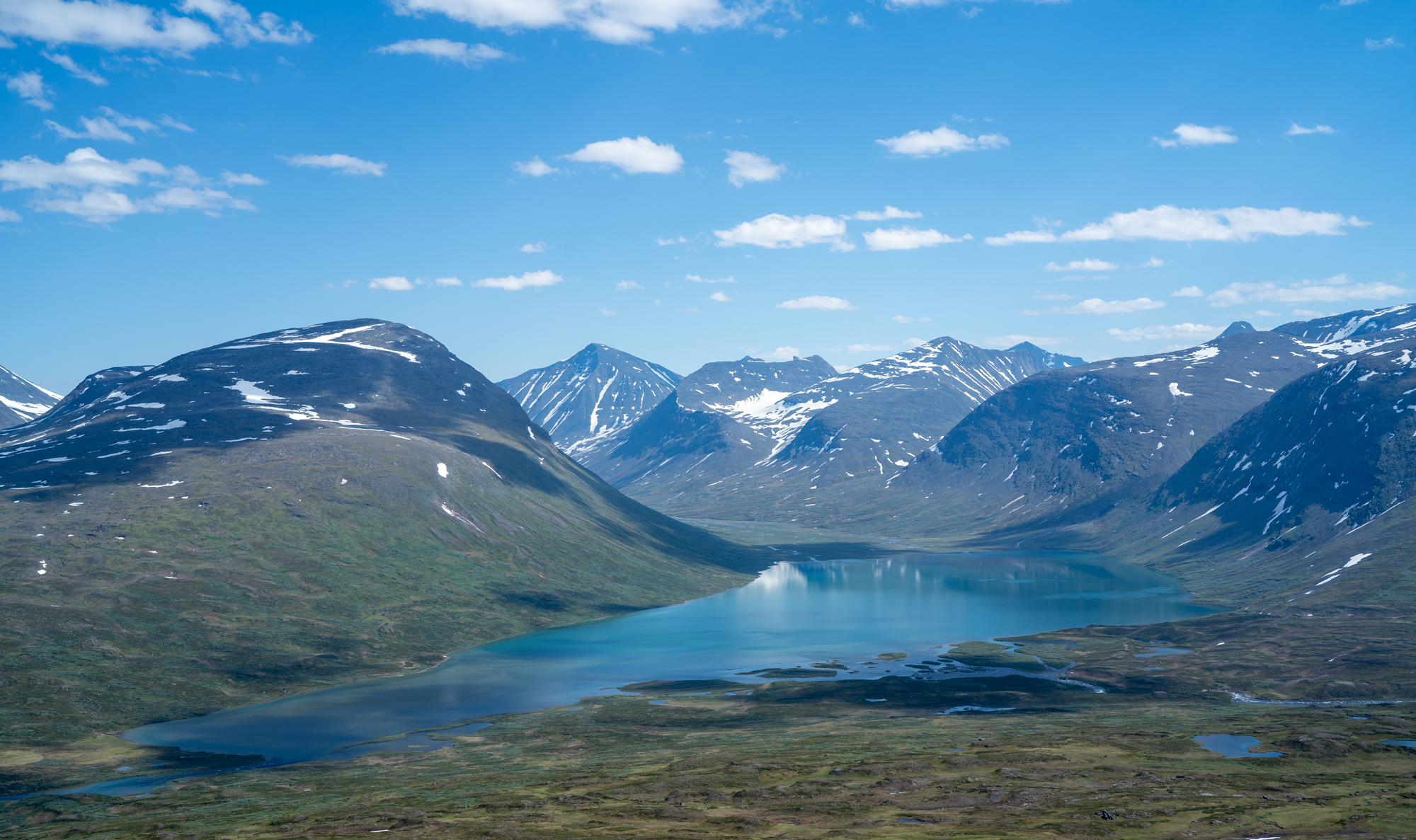
Miellädno börjar vid utloppet av Álggajávrre (till vänster).

## Vattenföring
Delavrinningsområdets storlek är 338 km².  De angivna vattenföringsvärdena i tabellen är beräknade för att utgöra långtidsvärden vid 1900-talsklimat under naturliga förhållanden.
| Plats              | MQ m³/s                                    | MHQ m³/s                                          |
| ------------------ | ------------------------------------------ | ------------------------------------------------- |
| Utlopp Álggajávrre | 8,8                                        | 80                                                |
| Inlopp Virihávrre  | 15,0                                       | 130                                               |
|                    | medelvärdet av varje års medelvattenföring | medelvärdet av varje års högsta dygnsvattenföring |